# Gare centrale de Hagen
La gare centrale de Hagen (en allemand : Hagen Hauptbahnhof) est la gare principale de la ville de Hagen, dans le land de Rhénanie-du-Nord-Westphalie, en Allemagne, et la plus fréquentée avec environ 30 000 passagers par jour.

## Service des voyageurs

### Desserte
La gare est desservie par des trains ICE et IC/EC au niveau grandes lignes et aussi plus localement, par des trains RE et RB. 

Les lignes 5 et 8 du S-Bahn Rhin-Ruhr desservent aussi la gare.